# Virgin Killer
Albums de Scorpions
In Trance
(1975) Taken by Force
(1977)
Singles
1. Virgin Killer
Sortie : 1977
2. Pictured Life 1977
Sortie : 1977

Virgin Killer est le quatrième album du groupe de hard rock allemand Scorpions. Il est sorti le 9 octobre 1976 sur le label RCA Records et a été produit par Dieter Dierks. À l'instar de leur album précédent In Trance, Virgin Killer confirme le succès grandissant du groupe. Il se vend bien en Europe, mais surtout au Japon, où il devient disque d'or en peu de temps.

## Description
Virgin Killer contient des chansons qui deviendront des classiques du groupe, comme Pictured Life, sûrement la chanson la plus connue d'Ulrich Roth, mais aussi Catch Your Train, Backstage Queen ou Crying Days. Comme pour "In Trance", les compositions Schenker/Meine sont sur la face A, les compositions de Roth sur la B. Celui-ci propose des chansons aux riffs assez heavy, comme "Virgin Killer" et "Polar Nights".
Deux chansons sont également sorties en single : "Pictured Life" et "Crying Days".
La sortie de l'album est suivie d'une tournée en Europe, la dernière pour le batteur Rudy Lenners qui, à la suite de choix artistiques personnels, laissera place à Herman Rarebell. C'est aussi lors de cette tournée, plus précisément lorsque Scorpions joue au Marquee's à Londres, que Roth décide de bientôt arrêter l'aventure avec le groupe.

### Scandale provoqué par la pochette
La pochette originale fait scandale à l'époque. Il s'agit en effet d'une photographie représentant une jeune fille pré-pubère de 10 ans qui pose entièrement nue, et dont le sexe est seulement caché par un impact sur une vitre. Dans beaucoup de pays, la France étant une des rares exceptions, la pochette est censurée et remplacée par une photo plus classique du groupe.
Cette pochette crée une polémique bien après la sortie de l'album puisqu'en décembre 2008, l'Internet Watch Foundation (IWF) juge la photo de l'album indécente et potentiellement illégale pour son aspect pédopornographique. Plusieurs FAI britanniques interdisent alors l'accès à la consultation de la page Wikipédia en anglais consacrée à Virgin Killer (contenant l'image), ainsi que la page détaillant les métadonnées de l'image, (Wikipédia en français n'a jamais reproduit la pochette par refus des images non-libres, alors que Wikipédia en anglais inclut des images en Fair use dans ses articles).
Le blocage provoque de nombreuses protestations. Son principal inconvénient est que, par le jeu des proxies, quasiment toute la Grande-Bretagne est interdite d'édition de Wikipédia. En effet, filtrer certaines pages d'un site impose de passer par un proxy, ce qui masque l'adresse IP de l'utilisateur. Or les IP servent habituellement à distinguer les utilisateurs malveillants, et les IP masquées sont donc interdites. Ainsi l'affaire est devenue un symbole des risques de blocage excessif. Il n'était d'ailleurs que partiellement efficace, la copie de l'image sur Wikipédia en anglais restant accessible en utilisant l'URL de l'image et non d'une page la contenant.

## Liste des titres
Face 1
| No | Titre            | Paroles                  | Musique         | Durée |
| -- | ---------------- | ------------------------ | --------------- | ----- |
| 1. | Pictured Life    | Klaus Meine, Ulrich Roth | Rudolf Schenker | 3:25  |
| 2. | Catch Your Train | Meine                    | Schenker        | 3:39  |
| 3. | In Your Park     | Meine                    | Schenker        | 3:42  |
| 4. | Backstage Queen  | Meine                    | Schenker        | 3:10  |
| 5. | Virgin Killer    | Roth                     | Roth            | 3:41  |

Face 2
| No | Titre        | Paroles | Musique  | Durée |
| -- | ------------ | ------- | -------- | ----- |
| 6. | Hell Cat     | Roth    | Roth     | 2:56  |
| 7. | Crying Days  | Meine   | Schenker | 4:36  |
| 8. | Polar Nights | Roth    | Roth     | 5:08  |
| 9. | Yellow Raven | Roth    | Roth     | 5:01  |

## Composition du groupe
- Klaus Meine – chant
- Ulrich Roth – guitare solo, chant sur "Hell-Cat" et "Polar Nights"
- Rudolf Schenker – guitare rythmique
- Francis Buchholz – basse
- Rudy Lenners – batterie, percussion

### Musicien additionnel
- Achim Kirschning : claviers

## Certifications
| Pays  | Ventes    | Certification | Date |
| ----- | --------- | ------------- | ---- |
| Japon | 100 000 + | Or            | —    |